# Adolfo Pick
Adolfo Pick (Mackovice, 7 aprile 1829 – Venezia, 25 luglio 1894) è stato un pedagogista italiano di origini boeme.

## Biografia
Adolfo Pick nasce nel 1829 a Moskowitz, in Boemia, da una famiglia ebrea. A causa delle ristrettezze economiche familiari, passa la sua adolescenza facendo lavori umili e faticosi.
Da giovanissimo si appassionò alle idee del movimento ungherese guidato da Kossuth e nel 1848 partecipò ai moti contro l'Austria. Dopo essere stato ferito e fatto prigioniero, viene costretto ad entrare nell'esercito austriaco e l'anno successivo, nel 1849, partecipa alla battaglia di Novara.
Congedato nel 1852, inizia a guadagnarsi da vivere dando lezioni di tedesco. Nel 1869 ottiene dall'Università di Padova l'abilitazione all'insegnamento della lingua tedesca negli istituti tecnici e poco dopo diventerà insegnante di tedesco all'Istituto tecnico Paolo Sarpi.
Ripensando alla sua infanzia infelice, comincia ad occuparsi di bambini poveri e abbandonati, interessandosi alla pedagogia di Pestalozzi e Fröbel. Dopo un viaggio in Austria, Svizzera e Baviera, nel 1868 decide di aprire un giardino d'infanzia a Venezia, vicino a Rialto, intitolandolo al pedagogista Vittorino da Feltre. In questo periodo comincia anche a tenere conferenze settimanali per le allieve maestre della Scuola Normale "Elena Corner Piscopia" di Venezia.
Nel 1873 pubblicò "Il lavoro e l'educazione moderna" e l'anno successivo "Il giardino-scuola" e per questi scritti venne premiato al IX Congresso pedagogico di Bologna.
Fu un sostenitore dell'introduzione del lavoro manuale nelle scuole elementari.
Morì il 25 luglio 1894 a Venezia.
Lasciò tutti i suoi beni al Comune di Udine e quindi, dal 1896, la sua biblioteca (composta da una raccolta di libri di argomento pedagogico, dalle collezioni di riviste, dalle sue opere, dalle lettere e dal ricco carteggio personale) fa parte della Biblioteca civica "Vincenzo Joppi" di Udine.